# Baketaton
Baketaton (Tebe, 1370/1360 a.C. circa – ...) è stata una principessa egizia della XVIII dinastia, la figlia più giovane del faraone Amenofi III (regno: 1388–1350/49 a.C.) e della Grande sposa reale Tyi, con la quale venne raffigurata in diverse scene parietali nella tomba del nobile Huya. Fu sorella di Amenofi IV, meglio noto come Akhenaton. Il suo nome significa "Ancella di Aton".

## Biografia

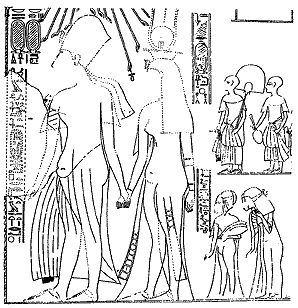
Akhenaton e sua madre Tiy. Baketaton è alla spalle della madre. Copia di un rilievo nella tomba di Huya.

Le notizie sulla principessa Baketaton sono poche ed incerte, per cui la sua figura è avvolta dal mistero. È nota soprattutto grazie alla tomba del nobile Huya, maggiordomo della regina Tiy, madre di Baketaton (oltre che dei suoi fratelli Amenofi IV - poi Akhenaton - e Thutmose e delle sue sorelle, le principesse Sitamon, Iside, Henuttaneb e Nebetah), ad Amarna.
Baketaton compare con la regina Tiy in due differenti scene di banchetto. Tiy figura seduta di fronte ad Akhenaton e alla regina Nefertiti. In una scena, Baketaton siede su un piccolo scranno accanto alla madre Tiy mentre, nell'altra scena conviviale, è rappresentata in piedi accanto alla regina madre. Sulla parete orientale della medesima tomba di Huya, Akhenaton compare mentre conduce per mano la madre Tiy in un tempio: i due sono seguiti da Baketaton, in dimensioni ridotte.
L'architrave sulla parete settentrionale, invece, riporta una rappresentazione delle due famiglie reali (quella di Akhenaton e quella dei suoi genitori Amenofi III e Tiy). Sul lato destro, Amenofi III, ormai maturo e pingue, compare seduto di fronte alla moglie Tiy, la quale è affiancata da Baketaton in piedi sulla stessa pedana della madre. Dietro alla regina e alla principessa compaiono tre ancelle.

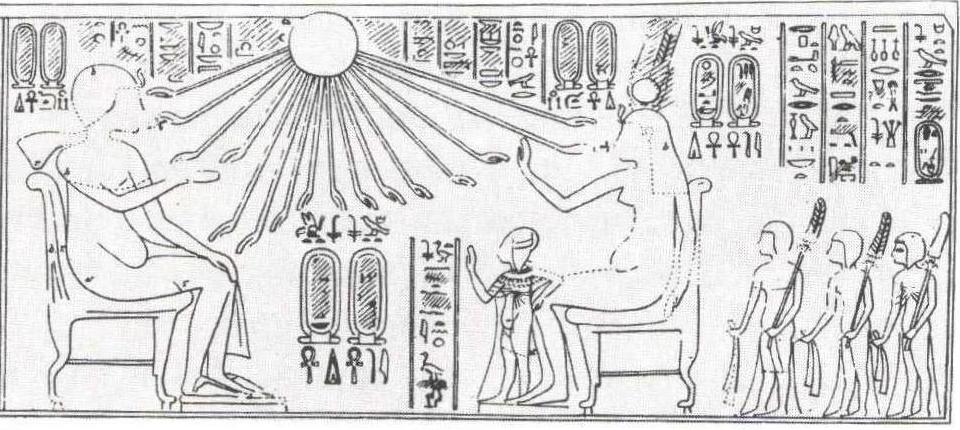
Amenofi III, a sinistra, con Tiy e Baketaton seguite da tre ancelle, a destra. Copia di un rilievo nella tomba di Huya.

## Ipotesi di identità alternative

### Identificazione con la principessa Nebetah
L'unico titolo noto per Baketaton è quello di "Figlia del re-del suo corpo", usuale per le principesse reali. È possibile che sia morta in giovane età, dal momento che scompare dalle fonti successive alla morte della regina madre Tiy. Alcuni studiosi hanno ipotizzato di identificarla con Nebetah, una delle figlie più giovani di Amenofi III. Comunque, non esistono prove che le due fossero la stessa persona.

### Identificazione con una ignota figlia di Kiya

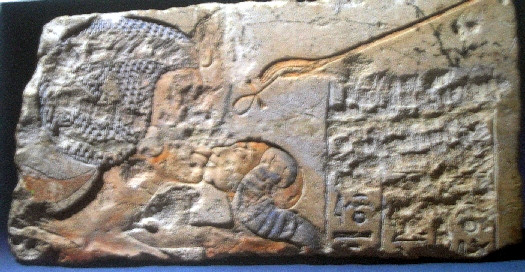
Talatat raffigurante Kiya e una bambina, cui un raggio di Aton porge l'ankh.

D'accordo con un'altra teoria avanzata dall'egittologo Marc Gabolde, Baketaton sarebbe stata figlia di Akhenaton e della sua sposa secondaria Kiya. Potrebbe essere identificabile con una bambina presente insieme a Kiya in alcune rappresentazioni, il cui nome parzialmente illeggibile risulta "[...]aton". Kiya scomparve dalla storia nell'ultimo periodo del regno di Akhenaton (in assoluto, il lasso di tempo più oscuro per la conoscenza del suo regno). Il nome e le immagini di Kiya furono raschiati dai monumenti e rimpiazzati da quelli di due figlie di Akhenaton, le principesse Merytaton e Ankhesenpaaton, e di due principesse completamente sconosciute, Merytaton Tasherit, cioè "Merytaton junior", e Ankhesenpaaton Tasherit, cioè "Ankhesenpaaton junior" (e che potrebbero essere personaggi inventati al solo scopo di riempire il vuoto lasciato dai nomi dei figli di Kiya, cancellati). Questo teoria si basa parzialmente sul fatto che Baketaton, stranamente, non compare mai come "Sorella del re" nelle scene che la ritraggono, ma solamente come figlia carnale del faraone. Non compare però mai fra le figlie di Nefertiti, il che ha portato a pensare che potesse trattarsi della figlia di Akhenaton e di un'altra donna, forse Kiya. Dopo la morte di sua madre, Baketaton potrebbe essere stata allevata dalla nonna Tiy, madre di Akhenaton. Un'etichetta di una giara di vino che menziona Baketaton reca la data del 13º anno di regno di Akhenaton: è quindi possibile pensare, d'accordo con questa teoria, che Baketaton abbia ereditato i possedimenti e le vigne di Kiya dopo la morte di quest'ultima.